# Pomy (Zwitserland)
Pomy is een gemeente en plaats in het Zwitserse kanton Vaud, en maakt deel uit van het district Jura-Nord vaudois.
Pomy telt 612 inwoners.

## Externe link

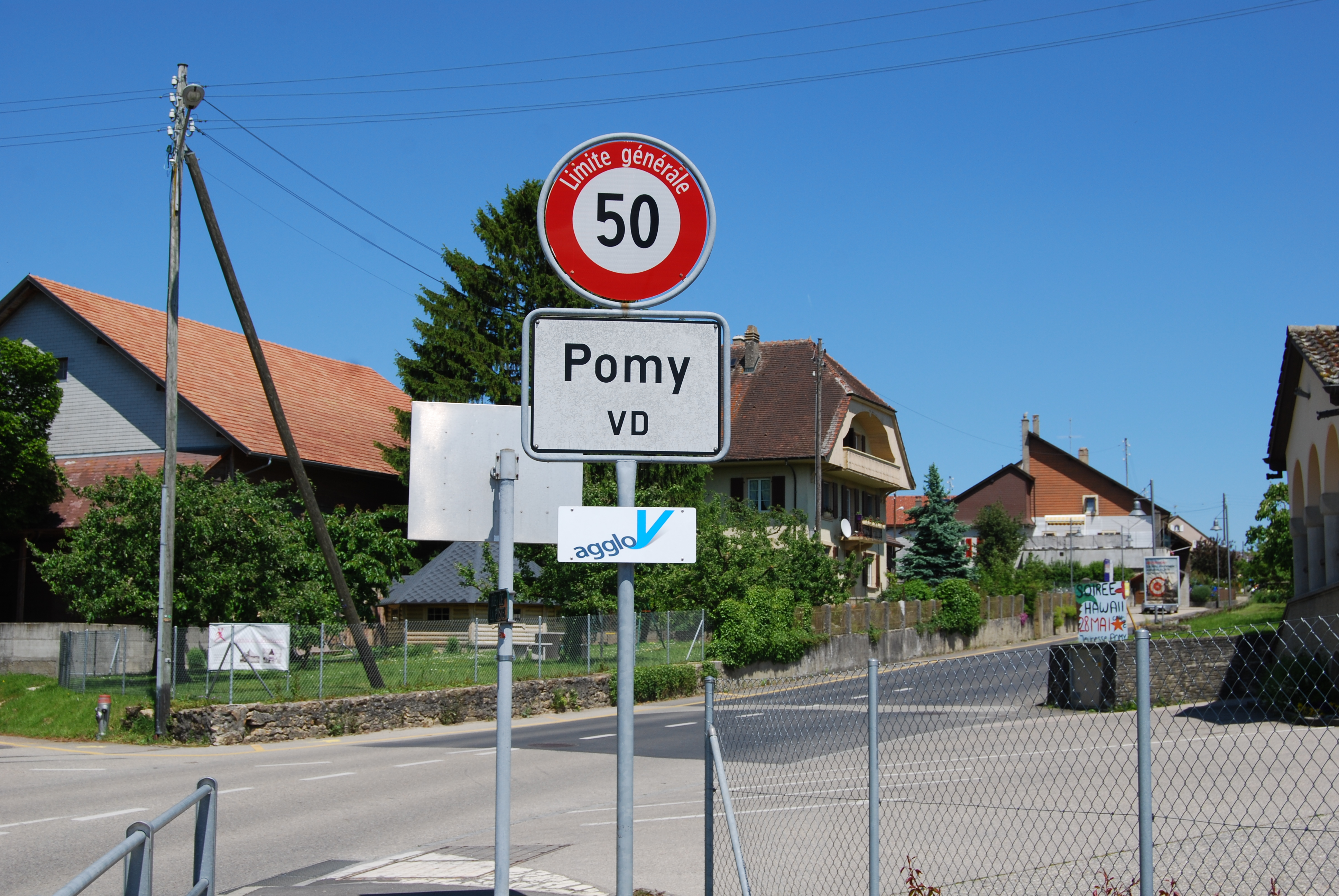
Pomy